# ویکهام بیشاپس
ویکهام بیشاپس (به انگلیسی: Wickham Bishops) یک روستا و محله مدنی در بریتانیا است که در مالدون واقع شده‌است. ویکهام بیشاپس ۱٬۸۲۹ نفر جمعیت دارد.